# Gare de Farébersviller
La gare de Farébersviller est une gare ferroviaire française de la ligne de Haguenau à Hargarten - Falck, située sur la commune de Farébersviller, dans le département de la Moselle en région Grand Est.

## Situation ferroviaire
Établie à 257 mètres d'altitude, la gare de Farébersviller est située au point kilométrique (PK) 101,648 de la ligne de Haguenau à Hargarten - Falck, entre les gares de Farschviller et de Béning.

## Fréquentation
De 2015 à 2024, selon les estimations de la SNCF, la fréquentation annuelle de la gare s'élève aux nombres indiqués dans le tableau ci-dessous.
| Année     | 2015  | 2016  | 2017  | 2018  | 2019  | 2020 | 2021 | 2022  | 2023  | 2024  |
| --------- | ----- | ----- | ----- | ----- | ----- | ---- | ---- | ----- | ----- | ----- |
| Voyageurs | 3 275 | 3 169 | 3 296 | 2 646 | 2 505 | 930  | 687  | 1 340 | 2 560 | 2 453 |

## Service des voyageurs

### Desserte
Farébersviller est desservie par des trains TER Grand Est de la relation : Béning - Sarreguemines - Bitche.